# 上田純子
上田 純子（うえだ じゅんこ、11月28日 - ）は、日本の女性声優。京都府出身。ワイワイワイ所属。

## 人物
2002年から2012年まで81プロデュースに所属していた。
声種はメゾソプラノ。
趣味は油絵を描く、読書。特技はスキー、イラスト。

## 出演

### テレビアニメ
2002年
- ぷちぷり*ユーシィ（生徒E）

2004年
- 学園アリス（音無由良）

2005年
- とっとこハム太郎（なんでくん）

2006年
- イノセント・ヴィーナス（航）
- きらりん☆レボリューション（2006年 - 2007年、ボーイスカウトの少年、女の子、ファン、女子学生 他）
- ぜんまいざむらい（雨女、町人C、客）
- ゾイドジェネシス（ビスマス）
- ななみちゃん（子ネコ）
- ぷるるんっ!しずくちゃん（2006年 - 2007年、ママさん妖精、ソーダちゃん）

2007年
- Over Drive（女生徒）
- ポケットモンスター ダイヤモンド&パール（2007年 - 2009年、フワンテ2、レベッカ）
- Myself ; Yourself（女性アナウンサー、店員）
- MAJOR 3rd season（アナウンス）

2008年
- ウルトラヴァイオレット コード044（看護師）
- 絶対やれるギリシャ神話（アルテミス、ミュルラ、イオカステ、夜伽の女、カッサンドラ、エウリュディケ、キルケ）
- テレパシー少女 蘭（先輩、テンケツ、翠の母、滝沢百合恵、カミ、少女の母、看護師）
- BLUE DRAGON 天界の七竜（ドナ）
- ワールド・デストラクション 〜世界撲滅の六人〜（女の子）

2009年
- うちの3姉妹（レポーター）
- 空中ブランコ（看護師、ホステス、店員、場内アナウンス）
- 極上!!めちゃモテ委員長（親）
- スキップ・ビート!（MC）
- 花咲ける青少年（クリスティン、マリーベル）

### ラジオドラマ
- 青春アドベンチャー（NHK-FM）
  - 『死にたがりの君に贈る物語』（2024年1月8日 - 19日）[4] - 山際恵美 役

### Webアニメ
- 亡念のザムド（2008年、女主人）

### ゲーム
- とっとこハム太郎 ナゾナゾQ 雲の上の?城（2005年、なんでくん）
- イリスのアトリエ グランファンタズム（2006年、アナストラ・セルヴァテイカ〈アナ〉）
- 学園アリス〜きらきら☆メモリーキッス（2006年、音無由良）
- 幻想水滸伝ティアクライス（2008年、キラルド、ファルタ、フェレッカ）
- SAMURAI SPIRITS（2019年、静御前）

### ドラマCD
- 今日もなお執事（女性）

### 吹き替え

#### 映画
- 愛を読むひと（エミリー・バーグ）
- アドヴェンチャー・オブ・シンドバッド（ルミーナ）
- エクトプラズム 怨霊の棲む家（ビリー・キャンベル〈タイ・ウッド〉）
- オープン・ウォーター2
- お買いもの中毒な私!
- お願い!プレイメイト
- シャーペイのファビュラス・アドベンチャー
- スカイランナー
- ハードキャンディ（オデッサ・レイ）
- 裸足の1500マイル
- バルティック・ストーム
- 妖精ファイター（ゲイブ）

#### ドラマ
- ザ・ホスピタル
- スポットライト

### ボイスオーバー
- 韓国でキレイになる
- 世界ウルルン滞在記
- 地球イチバン
- ルソンの壺

### ナレーション

#### テレビ番組ナレーション
- 関西ジャニ博
- 産直ダイスケ
- 趣味どきっ!
- 趣味の園芸フルール（NHK教育テレビ）
- 女子力UP!ビューティカフェ
- 福祉ネットワーク（NHK）
- BOYS AND MENのなにわ統一大作戦
- 松本明子の家族で韓国弾丸ツアー
- ゆうがたLIVEワンダー
- 夢人リモート密着ストーリー
- ろうを生きる

#### CMナレーション
- イズミゆめタウン
- 今治造船グループ
- 上田安子服飾専門学校
- NTT西日本
- 大阪タクシー協会
- 関西電力
- 神戸屋
- 小林製薬
- 個別指導キャンパス
- サンスター
- 神明
- 象印
- ソフト99
- ダイエー
- TSUTAYA
- 天王寺ミオ
- ナカバヤシ
- 西松屋
- 日産自動車
- 日本経済新聞社
- ハウステンボス
- メルカリ
- ユーポス
- リクルート
- リフレ

#### VPナレーション
- ECC
- イオンリテール
- 今治造船
- NTTドコモ
- オムロンヘルスケア
- クボタ
- JR西日本
- シマノ
- 大建工業
- ダスキン
- 日阪製作所
- バイエル薬品
- パナソニック
- 阪急トラベルサポート
- フジテック
- 扶桑化学
- 馬渕教室
- ミスタードーナツ
- 三菱自動車
- 三菱重工
- リクシル
- リリージュ
- ワコール

#### DVDナレーション
- こびと観察入門